# Radom
Radom é uma cidade da Polônia, na voivodia da Mazóvia. Estende-se por uma área de 111,80 km², com 212 230 habitantes, segundo os censos de 2019, com uma densidade de 1898,3 hab/km².

## Pessoas notáveis
- Ned Glass (1906-1984) - Ator